# Baga de Bernils

La Baga de Bernils, respecte del terme de Castellcir

La Baga de Bernils és una obaga a cavall dels termes municipals de Castellcir i Sant Quirze Safaja, a la comarca del Moianès.
És a l'extrem nord-oest del terme de Sant Quirze Safaja i a l'est del de Castellcir, a l'oest de la masia de Barnils i de la capella de la Mare de Déu del Roser de Can Barnils, i al nord-est de la del Bosc, en el vessant nord-oest de la Serra de Barnils i a l'esquerra del torrent del Bosc. És al nord-oest de la Solella del Bosc, al sud-oest de la Baga de la Balma Fosca i a llevant del Pla de l'Estepar.